# 艾尔顿·普雷西亚多
艾尔顿·普雷西亚多（西班牙語：Ayrton Preciado，1994年7月17日—），厄瓜多尔男子足球运动员，司职前锋。他曾代表厄瓜多尔国家队参加2022年国际足联世界杯，结果队伍止步小组赛阶段。

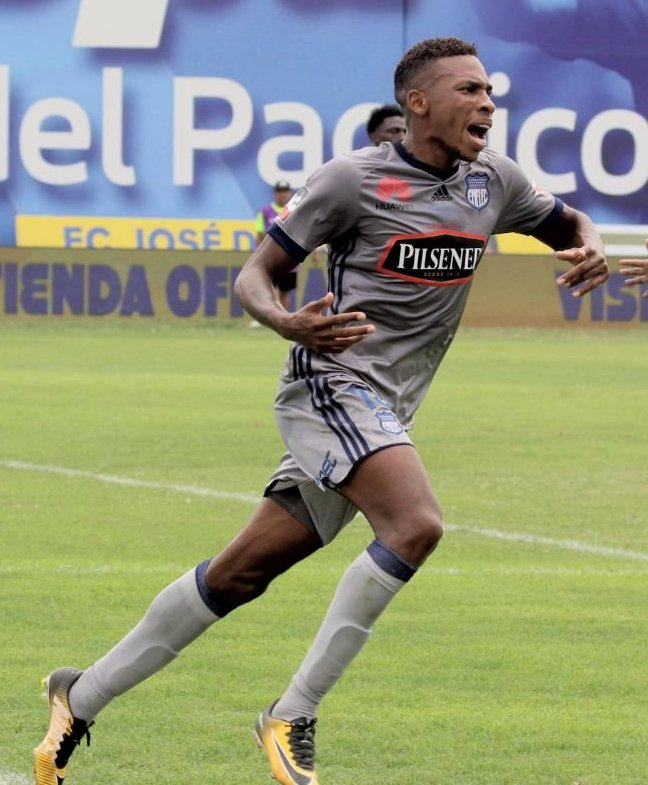
艾爾頓·普雷西亞多